# Варта (телесеріал)
«Варта» (англ. The Watch) — британський телесеріал, вільна панк-рокова адаптація серії романів Дискосвіт, британського письменника в жанрі фентезі Террі Пратчетта. Першу серію телесеріалу було представлено 3 січня 2021 року.

## Сюжет
Серіал заснований на персонажах, створених відомим британським письменником сером Террі Пратчеттом у серії книг «Дискосвіт». Серія книг поділяється на певні цикли, серед яких є «Міська Варта», у якій зазвичай іде мова про пригоди охоронців міста Анк Морпорк, що розташоване у вигаданому світі. Серед романів, перекладених українською, можна зазначити «Варта! Варта!», «Озброєні», «Глиняні Ноги» та «Джинґо». Проте сам серіал є вільною, панковою адаптацією романів письменника, а сюжет оповідає про купку невдах, що змушені знайти мужність та хоробрість аби врятувати світ супроти сил зла, зустрівши на власному шляху химерний світ міста Анк-Морпорк, а також тролів, перевертнів, чаклунів та інших неймовірних героїв та істот.
| № серії (в сезоні) | Назва серії                                           | Режисер(и)     | Сценарист(и)                  | Оригінальна дата показу |                |
| ------------------ | ----------------------------------------------------- | -------------- | ----------------------------- | ----------------------- | -------------- |
| 1                  | «A Near Vimes Experience» «Близько-Ваймзові враження» | Крейг Вівейрос | Саймон Аллен                  | 3 січня 2021            |                |
| 2                  | «Ook» «Ук»                                            | Крейг Вівейрос | Саймон Аллен                  | 3 січня 2021            |                |
| 3                  | «The What?» «Що?»                                     | Браян Келлі    | Саймон Аллен                  | 10 січня 2021           | Буде визначено |
| 4                  | «Twilight Canyons» «Сутінкові Каньйони»               | Браян Келлі    | Саймон Аллен та Джой Вікінсон | 17 січня 2021 (US)      |                |
| 5                  | «"Not on My Watch"» «Не на моїй зміні»                | Браян Келлі    | Катерина Трегенна             | 24 січня 2021 (US)      |                |
| 6                  | «The Dark in The Dark» «Частка темного в темному»     | Емма Саліван   | Саймон Аллен та Амру Аль Каді | 31 січня 2021 (US)      |                |
| 7                  | «"Nowhere in the Multiverse"»                         | Буде визначено | Буде визначено                | 7 лютого 2021 (US)      |                |
| 8                  | «"Better to Light a Candle"»                          | Буде визначено | Буде визначено                | 14 лютого 2021 (US)     | Буде визначено |

## Виробництво
Розробка проєкту розпочалась у 2011 році — спочатку самим Пратчетом, а потім його донькою Ріанною Пратчетт. Попри смерть письменника у 2015 році, у жовтні 2016 його донька повідомила, що розробка триває. У жовтні 2018 стало відомо, що телепроєкт міститиме шість епізодів, присвячених щоденню міської варти Анк-Морпорка. Серіал у співпраці творить «BBC Studios» і «Narrativia» — компанія, створена Пратчеттом 2012 року, яку тепер курує Ріанна Пратчетт та його колишній асистент Роб Вілкінс. Опісля BBC America оголосив про замовлення 8 епізодів майбутнього серіалу, сценарій до якого написав Саймон Аллен. Зйомки серіалу розпочалися у вересні 2019 року у Кейптауні, Південна Африка, а прем'єра мала бути запланована на 2020 рік, проте через пандемію коронавірусу перенесена на початок 2021 року.
Того ж 2019 року став відомий і акторський склад картини, а одну із головних ролей виконає північноірландський актор Річард Дормер, відомий роллю Беріка Дондарріона у серіалі «Гра престолів». Річард постане перед глядачами в образі Семюела Ваймза — капітана міської варти Анк-Морпорку, який частенько стає останньою обороною міста від магічного хаосу.
Мені дуже подобається бути частиною цього геніального безумства і хаосу, — сказав Дормер. — Мене одразу зацікавило різноманіття образу Ваймза, і я вважаю динаміку між ним та його групою безправних товаришів дуже переконливою.— 
У січні 2020 року BBC America представили перші кадри з майбутньої роботи, на які поціновувачі творчості Пратчетта відреагували негативно, зокрема через акторський склад картини адаптації героїв оригінальної оповіді. За словами фанатів автори серіалу занадто віддалилися від середньовічного походження серіалу, заглибились у візуальні ефекти змінили стать, особистість чи походження персонажів. Автори зокрема наголосили на тому, що створювали: «телешоу, що є „панк-рок-трилером“, який „вільно натхненний“ книгами».
У жовтні того ж року вийшли перші тизери кіноадаптації, що викликали нову хвилю обурень збоку фанатської спільноти. На це відреагувала донька письменника оригінальної серії Ріанна Пратчетт у Twitter:
Слухайте, по-моєму, очевидно, що ця «Варта» не містить ДНК «Варти» мого батька. Це не критика і не підтримка. Це факт.
Оригінальний текст (англ.)
Look, I think it's fairly obvious that The Watch shares no DNA with my father's Watch. This is neither criticism nor support. It is what it is,— 
10 грудня 2020 року було опубліковано офіційний трейлер серіалу

## Актори та персонажі
| Актор          | Роль                           |
| -------------- | ------------------------------ |
| Річард Дормер  | капітан Ваймз                  |
| Адам Гьюджілл  | констебль Морква               |
| Джо Ітон-Кент  | констебль Cheery               |
| Марама Корлетт | капрал Ангва                   |
| Лара Россі     | Сибіл Ремкіна                  |
| Анна Чанселлор | патрицій Анк-Морпорка Ветінарі |